# Marcus Ginyard
Pour les articles homonymes, voir Marcus.
Marcus Darrel Ginyard, né le 8 mai 1987 à Rochester, New York, est un joueur américain de basket-ball. Il évolue au poste d'ailier.

## Biographie

### Carrière universitaire
En 2010, il rejoint l'Université de Caroline du Nord à Chapel Hill où il joue pour les Tar Heels de la Caroline du Nord.
À l'université de Caroline du Nord, Ginyard est devenu un spécialiste de la défense. Au cours de sa carrière, il a été nommé meilleur défenseur du match sur 20 des 107 matches auxquels il a participé. Il a été titularisé 55 fois sur 107.
Lors des saisons 2006-2007 et 2007-2008, Ginyard est nommé meilleur défenseur de l'année de l'Université de Caroline du Nord. De plus, il est nommé, par les médias et un groupe d'entraîneurs, meilleur défenseur de l'année de l'Atlantic Coast Conference, de même que les honneurs de l'équipe de tous les tournois de l'Atlantic Coast Conference pour la même année. Le jeu de Ginyard ne se limitait pas qu'à ses qualités défensives, ce qui était évident dans le fait qu'il a marqué 600 points en carrière. Sa polyvalence a été utile à l'université où il a joué à quatre postes sur cinq. Cependant, au début de la saison 2008-2009, Ginyard subit une fracture du pied gauche et l'oblige à mettre un terme à sa saison. L'équipe des Tar Heels remporte le titre de champion NCAA 2009 durant lequel Ginyard a soutenu l'équipe en tant que "majorette n°1" selon son coéquipier Bobby Frasor (en).

### Carrière professionnelle

#### Bobcats de Charlotte (2010)
Le 24 juin 2010, lors de la draft 2010 de la NBA, automatiquement éligible, il n'est pas sélectionné. Il participe à la NBA Summer League 2010 de Las Vegas avec les Bobcats de Charlotte.

#### BBC Bayreuth (2010-2011)
Le 17 juillet 2010, il signe son premier contrat professionnel en Allemagne au BBC Bayreuth pour la saison 2010-2011.

#### Ironi Nahariya (2011-2012)
Le 5 octobre 2011, Ginyard signe en Israël avec l'Ironi Nahariya pour la saison 2011-2012.

#### WTK Anwil Włocławek (2012-2013)
Le 23 juillet 2012, Ginyard signe en Pologne avec l'Anwil Włocławek pour la saison 2012-2013.

#### BC Azovmash (2013-2014)
Le 12 août 2013, Ginyard signe en Ukraine à l'Azovmach Marioupol pour la saison 2013-2014. Le 3 mars 2014, il quitte Azovmash en raison des conflits militaires entre l'Ukraine et la Russie.

#### Stelmet Zielona Góra (2014)
Le 28 mars 2014, Ginyard revient en Pologne et signe au Stelmet Zielona Góra pour le reste de la saison 2013-2014.

#### Knicks de Westchester (2014-2015)
Le 3 novembre 2014, Ginyard signe un contrat avec les Knicks de Westchester en G-League. Le 13 février 2015, il est libéré par Westchester à la suite d'une blessure qui l'écarte des parquets jusqu'à la fin de la saison.

#### Panionios B.C. (2015)
Le 13 mars 2015, il signe en Grèce au Paniónios BC pour le reste de la saison 2014-2015.

#### Hermine de Nantes Atlantique (2015-2016)
Pour la saison 2015-2016, il signe en France à l'Hermine de Nantes Atlantique en Pro B.

#### Czarni Słupsk (2016-2017)
Le 19 août 2016, Ginyard revient en Pologne au Czarni Słupsk pour la saison 2016-2017.

#### KK Rabotnički (2017-2018)
Le 22 août 2017, Ginyard signe en Macédoine au KK Rabotnički. Il remporte le titre de champion de Macédoine 2017-2018.

#### CSM Oradea (2018-2019)
Le 18 septembre 2018, Ginyard signe en Roumanie au CSM Oradea.

#### Asseco Prokom Gdynia (2019)
Le 30 janvier 2019, il revient en Pologne et signe à l'Asseco Prokom Gdynia.

#### Limoges CSP (2019-2021)
Le 21 juin 2019, il revient en France et signe au Limoges CSP pour la saison 2019-2020.
Le 24 avril 2020, il prolonge son contrat avec le club de Limoges, jusqu'en 2023. Ce contrat est finalement rompu d'un commun accord le 20 juillet 2021.

## Clubs successifs
- 2010-2011 :  BBC Bayreuth
- 2011-2012 :  Ironi Nahariya
- 2012-2013 :  Anwil Włocławek
- 2013-2014 :
  - Août 2013-Mars 2014 :  Azovmach Marioupol
  - Mars-Juin 2014 :  Stelmet Zielona Góra
- 2014-2015 :
  - Novembre 2014-Février 2015 :  Knicks de Westchester
  - Mars-Juin 2015 :  Paniónios BC
- 2015-2016 :  Hermine de Nantes Atlantique
- 2016-2017 :  Czarni Słupsk
- 2017-2018 :  KK Rabotnički
- 2018-2019
  - Septembre 2018-Janvier 2019 :  CSM Oradea
  - Janvier-Juin 2019 :  Arka Gdynia
- 2019-2021 :  Limoges CSP

## Palmarès
- 2018 : Champion de Macédoine.
- 2009 : Champion NCAA.
- 2008 : ACC All-Defensive team.
- 2005 : Virginia Mr. Basketball.

## Statistiques

### Universitaires
| Saison    | Équipe           | Matchs | Titul. | Min./m | % Tir | % 3pts | % LF | Rbds/m. | Pass/m. | Int/m. | Ctr/m. | Pts/m. |
| --------- | ---------------- | ------ | ------ | ------ | ----- | ------ | ---- | ------- | ------- | ------ | ------ | ------ |
| 2005-2006 | Caroline du Nord | 31     | 18     | 19,1   | 40,7  | 24,4   | 72,1 | 3,58    | 1,23    | 0,94   | 0,03   | 6,26   |
| 2006-2007 | Caroline du Nord | 37     | 2      | 16,9   | 47,7  | 27,3   | 79,2 | 3,16    | 1,54    | 1,05   | 0,14   | 4,08   |
| 2007-2008 | Caroline du Nord | 39     | 39     | 28,2   | 44,1  | 40,0   | 64,9 | 4,49    | 2,15    | 1,08   | 0,08   | 6,95   |
| 2008-2009 | Caroline du Nord | 3      | 0      | 12,3   | 25,0  | 0,0    | 50,0 | 2,67    | 1,33    | 0,67   | 0,00   | 1,33   |
| 2009-2010 | Caroline du Nord | 33     | 31     | 30,6   | 40,6  | 30,9   | 67,1 | 4,85    | 2,79    | 1,33   | 0,12   | 7,70   |
| Total     | 2005-2010        | 143    | 90     | 23,5   | 42,7  | 30,7   | 69,5 | 3,99    | 1,92    | 1,09   | 0,09   | 6,11   |

### Professionnelles
| Saison    | Équipe                       | Matchs | Titul. | Min./m | % Tir | % 3pts | % LF | Rbds/m. | Pass/m. | Int/m. | Ctr/m. | Pts/m. |
| --------- | ---------------------------- | ------ | ------ | ------ | ----- | ------ | ---- | ------- | ------- | ------ | ------ | ------ |
| 2010-2011 | BBC Bayreuth                 | 34     | 33     | 29,0   | 48,0  | 30,0   | 74,0 | 3,62    | 1,59    | 1,03   | 0,21   | 10,88  |
| 2011-2012 | Ironi Nahariya               |        |        |        |       |        |      |         |         |        |        |        |
| 2012-2013 | Anwil Włocławek              | 44     | 24     | 26,9   | 48,5  | 35,2   | 78,9 | 4,11    | 1,39    | 1,14   | 0,05   | 12,43  |
| 2013-2014 | Azovmach Marioupol           | 11     | 10     | 30,8   | 45,2  | 44,8   | 80,4 | 5,27    | 2,73    | 1,18   | 0,45   | 15,45  |
| 2013-2014 | Stelmet Zielona Góra         | 23     | 2      | 17,4   | 49,5  | 28,6   | 65,9 | 2,91    | 0,83    | 1,00   | 0,09   | 5,96   |
| 2014-2015 | Knicks de Westchester        | 18     | 6      | 21,6   | 51,9  | 36,8   | 72,0 | 4,39    | 1,94    | 0,83   | 0,17   | 7,61   |
| 2014-2015 | Paniónios BC                 |        |        |        |       |        |      |         |         |        |        |        |
| 2015-2016 | Hermine de Nantes Atlantique | 36     | 35     | 27,5   | 43,8  | 36,4   | 68,4 | 3,14    | 1,69    | 1,08   | 0,14   | 9,53   |
| 2016-2017 | Czarni Słupsk                | 42     | 42     | 28,4   | 41,2  | 31,0   | 86,8 | 5,02    | 2,14    | 1,02   | 0,19   | 11,14  |
| 2017-2018 | KK Rabotnički                | 36     | 29     | 26,9   | 52,0  | 37,2   | 78,4 | 5,00    | 2,19    | 1,64   | 0,25   | 15,67  |
| 2018-2019 | CSM Oradea                   | 16     | 2      | 21,1   | 46,7  | 25,8   | 75,8 | 3,88    | 1,00    | 0,69   | 0,00   | 8,19   |
| 2018-2019 | Arka Gdynia                  | 24     | 7      | 22,0   | 56,8  | 40,0   | 73,3 | 3,21    | 1,12    | 0,54   | 0,08   | 8,58   |
| 2019-2020 | Limoges CSP                  |        |        |        |       |        |      |         |         |        |        |        |
| 2020-2021 | Limoges CSP                  |        |        |        |       |        |      |         |         |        |        |        |

## Vie privée
Marcus est le fils de Ronald Sr. et Annise Ginyard. Durant ses premières années, les Ginyard déménagent dans la région du Nord de la Virginie, plus précisément à Woodbridge et Alexandria. Sa mère Annise a initié son fils au basket-ball. Elle a joué au basket-ball dans la ligue de basket-ball des Marine Corps jusqu'à ce que sa carrière prenne fin en raison d'une blessure. Annise reste impliquée dans le basket-ball, elle entraîne au lycée Bishop Denis J. O'Connell. Son père Ronald, un Marine, était au Pentagone lors des attentats du 11 septembre 2001. Au lycée, Ginyard était membre de la National Honor Society, de la National Merit Scholar et à l'Université de la Caroline du Nord, il est diplômé dans la communication.